# 제3미사일방어여단
제3미사일방어여단(第三미사일防禦旅團, 3rd Air Defense Missile Brigade)은 방공작전·통제 임무를 수행하는 대한민국 공군의 공군미사일방어사령부 예하 여단이다. 본부는 서울특별시 금천구에 주둔하고 있으며 수도권 영공 방위를 담당한다.

## 연혁[3]
- 1981년 2월: 미국 제38여단을 한국군이 인수
- 1986년 12월 1일: 육군 제3방공포병여단 창설
- 1991년 7월 1일: 육군→공군 전군
- 2011년 2월 1일: 패트리어트 도입, 제177방공포병대대 재창설
- 2014년 1월 1일: 방공포병여단→방공유도탄여단 명칭 변경
- 2015년 10월 1일: 천궁 도입, 제166방공유도탄대대 재창설
- 2016년 4월 1일: 제188방공유도탄대대 재창설

- 2022년 4월: 제3방공유도탄여단에서 제3미사일방어여단으로 명칭 변경

## 편제
- 여단 본부
- 제166방공유도탄대대; 2015년 10월 1일 ~ 현재
- 제177방공포병대대; 2011년 2월 1일 ~ 현재
- 제188방공유도탄대대; 2016년 4월 1일 ~ 현재

## 사건 및 사고
- 2020년 6월 12일 - 공군 병사 황제복무 의혹 사건[4][5]